# Pactum Lotharii (840)
Пакт Лотаря (лат. Pactum Lotharii) — угода, укладена 23 лютого 840 року між Венеційською республікою та Каролінгською імперією. Договір укладений від імені дожа П'єтро Традоніко та короля Лотаря I, які вказані в цьому договорі як «великий герцог венеційців» та «король Італії» відповідно. Цей документ був одним із перших актів, які свідчили про початок унезалежнення молодої Венеційської республіки від Візантійської імперії. Вперше венеційський дож виступав як рівний в угоді з керівником іноземної держави без візантійського посередництва або зазначення візантійської зверхності.

## Опис
Зміст цієї угоди більш-менш повторював ті умови, що були узгоджені за тридцять років до того між Венецією як складової Візантійської імперії та Франкською імперією, а саме:
- Взаємна видача грабіжників, які здійснювали напади з території імперії Каролінгів на територію Венеції і навпаки;
- Взаємна видача на вимогу протилежної сторони втікачів, як рабів, так і вільних людей, а також тварин і вивезених товарів, а також інші умови подібного характеру;
- Підтвердження прав венеційців на випас худоби та збір дров на прикордонних територіях.

Крім вищезазначених прав щодо здійснення правосуддя та землекористування, договір також містив зобов'язання венеційців допомогти імперії в її боротьбі проти нападів зі сторони слов'янських племен, особливо проти неретвянських піратів, які тероризували в цей час Адріатику. У свою чергу він гарантував нейтралітет Венеції, а також її безпеку зі сторони імперських земель на материку. Однак договір не припинив слов'янські грабежі, оскільки до 846 року слов'яни все ще загрожували містам, таким як фортеця Каорле. Це підкреслювало те, що пакт був більш символічним, оскільки він значною мірою повторював угоди, які вже були укладені в минулому між імперією франків та Венецією, як складовою Візантійської імперії.
Пакт Лотаря є цінним документом, який дозволяє точно встановити територію Венеційського герцогства станом на 840 рік. Кордони, підтверджені в ньому по морю збігалися зі старою межею північноадріатичних лагун, а територія на материку досягала абатства Св. Іларія та району стародавнього Альтінуму. Венеційське герцогство мало сімнадцять населених пунктів, тринадцять на островах: Ріальто, Оліволо, Мурано, Маламокко, Альбіола, Кіоджа, Торчелло, Амміана, Бурано, Ераклеа, Еквіліо, Каорле та Градо і чотири на суші: Каварцере, Лорео, Брондоло і Фассоне.
В подальшому договір був підтверджений королями Карлом III (887), Беренгаром I (888), Гі (891), Рудольфом (925), Гуго (927), Оттоном I (967) та Оттоном III (983). Навіть Генріх V визнав його чинність у 1111 році.